# Christof Innerhofer
Christof Innerhofer (Bruneck, 17 december 1984) is een Italiaans alpineskiër. Hij vertegenwoordigde zijn vaderland op de Olympische Winterspelen 2010 in Vancouver, op de Olympische Winterspelen 2014 in Sotsji en op de Olympische Winterspelen 2018 in Pyeongchang.

## Carrière
Innerhofer maakte zijn zijn wereldbekerdebuut in november 2006 in Levi. Een maand later scoorde de Italiaan in Reiteralm zijn eerste wereldbekerpunten. Op de Wereldkampioenschappen alpineskiën 2007 in Åre eindigde hij met Italië als achtste in de landenwedstrijd, op de afdaling eindigde hij op de 38e plaats. Op 28 december 2008 boekte Innerhofer in Bormio zijn eerste wereldbekerzege. In Val d'Isère nam de Italiaan Wereldkampioenschappen alpineskiën 2009. Op dit toernooi viel hij met een vierde plaats op de Super G net buiten het podium, daarnaast eindigde hij als tiende op de afdaling en als vijftiende op de supercombinatie. Tijdens de Olympische Winterspelen van 2010 in Vancouver eindigde hij als zesde op de Super G, als achtste op de supercombinatie en als negentiende op de afdaling.
Op de Wereldkampioenschappen alpineskiën 2011 in Garmisch-Partenkirchen werd Innerhofer wereldkampioen op de Super G, daarnaast behaalde hij de zilveren medaille op de supercombinatie en de bronzen medaille op de afdaling. In Schladming nam de Italiaan deel aan de wereldkampioenschappen alpineskiën 2013. Op dit toernooi eindigde hij als zevende op de Super G en als veertiende op de afdaling, op de supercombinatie bereikte hij de finish niet. Tijdens de Olympische Winterspelen van 2014 in Sotsji veroverde hij twee medailles; zilver op de afdaling en brons op de supercombinatie. Daarnaast wist hij niet te finishen op de Super G.
Op de wereldkampioenschappen alpineskiën 2015 in Beaver Creek eindigde Innerhofer als achttiende op zowel de alpine combinatie als de Super G, op de afdaling eindigde hij op de 24e plaats. Tijdens de Olympische Winterspelen van 2018 in Pyeongchang eindigde Innerhofer als veertiende op de alpine combinatie, als zestiende op de Super G en als zeventiende op de afdaling.

## Resultaten

### Olympische Winterspelen
| Jaar | Plaats      | Resultaten                                     |
| ---- | ----------- | ---------------------------------------------- |
| 2010 | Vancouver   | 19e Afdaling 6e Super G 8e Supercombinatie     |
| 2014 | Sotchi      | Afdaling · DNF1 Super G · Supercombinatie      |
| 2018 | Pyeongchang | 17e Afdaling 14e Alpine combinatie 16e Super G |

### Wereldkampioenschappen
| Jaar | Plaats                 | Resultaten                                     |
| ---- | ---------------------- | ---------------------------------------------- |
| 2007 | Åre                    | 8e Landenwedstrijd 38e Afdaling                |
| 2009 | Val d'Isère            | 4e Super-G 10e Afdaling 15e Supercombinatie    |
| 2011 | Garmisch-Partenkirchen | Super-G · Supercombinatie · Afdaling           |
| 2013 | Schladming             | 7e Super G 14e Afdaling DNF Supercombinatie    |
| 2015 | Beaver Creek           | 18e Alpine combinatie 24e Afdaling 18e Super G |
| 2019 | Åre                    | 4e Super G 11e Afdaling DNF2 Combinatie        |

### Wereldbeker
Eindklasseringen
| Seizoen   | Algm | AD  | SL  | RS  | SG  | SC     |
| --------- | ---- | --- | --- | --- | --- | ------ |
| 2006/2007 | 97e  | 52e | -   | -   | 38e | 31e    |
| 2007/2008 | 33e  | 23e | -   | -   | 20e | 14e    |
| 2008/2009 | 11e  | 10e | 52e | 33e | 5e  | 12e    |
| 2009/2010 | 38e  | 28e | 59e | -   | 21e | 17e    |
| 2010/2011 | 8e   | 8e  | 59e | 51  | 9e  | Zilver |
| 2011/2012 | 17e  | 16e | -   | 49e | 10e | 9e     |
| 2012/2013 | 10e  | 4e  | -   | -   | 13e | 10e    |
| 2013/2014 | 14e  | 11e | -   | -   | 12e | 9e     |
| 2014/2015 | 46e  | 29e | -   | -   | 21e | 27e    |
| 2015/2016 | 19e  | 14e | -   | -   | 11e | 27e    |
| 2016/2017 | 48e  | 30e | -   | -   | 12e | -      |
| 2017/2018 | 20e  | 13e | -   | -   | 7e  | 21e    |
| 2018/2019 | 16e  | 6e  | -   | -   | 10e | 16e    |
| 2019/2020 | 112e | 46e | -   | -   | 39e | -      |

Wereldbekerzeges
| Datum            | Plaats                 | Onderdeel       |
| ---------------- | ---------------------- | --------------- |
| 28 december 2008 | Bormio                 | Afdaling        |
| 26 februari 2011 | Bansko                 | Supercombinatie |
| 15 maart 2012    | Schladming             | Super G         |
| 30 november 2012 | Beaver Creek           | Afdaling        |
| 19 januari 2013  | Wengen                 | Afdaling        |
| 23 februari 2013 | Garmisch-Partenkirchen | Afdaling        |